# Kröpelwarthe
Die Kröpelwarthe ist eine Wüstung im Ortsteil Vollenschier der Hansestadt Stendal war ein spätmittelalterlicher Wartturm mit einem Gasthof und später ein Vorwerk.

## Geografie

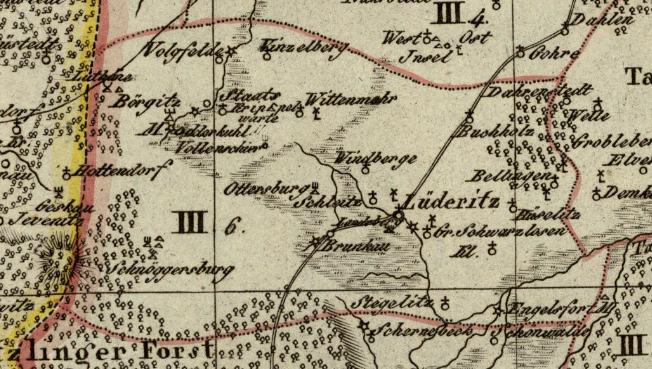
Kriplwarte 1812 im Kanton Lüderitz im Distrikt Stendal des Departement der Elbe

Die Kröpelwarthe stand an der südöstlichen Spitze der Gemarkung Vinzelberg, auf der Nordseite eines Landgrabens einen Kilometer westlich von Wittenmoor am Vollenschierer Weg Ecke An der Kröpelwarthe an der heutigen Landstraße K 1058. Der später östlich der Warte errichtete Wohnplatz Vorwerk Kröpelwarthe gehört heute zur Gemarkung Wittenmoor und wird gewerblich genutzt.

## Archäologie
Von Paul Grimm wurde 1958 eine Untersuchung des Ortes veröffentlicht.

## Geschichte
Die erste Namensnennung Kriepelwahrt stammt aus dem Jahre 1745. 1753 ist der Name Kröppelwarte, 1790 Krüppelwarthe, 1804 Krüppelwarte und 1888 schließlich Kröpelwarthe.
Beckmann schreibt 1753, dass die Warte vom Magistrat der Stadt Stendal mit Zustimmung des Markgrafen Jobst zusammen mit der fünf Kilometer nordwestlich gelegenen Deetzer Warte erbaut wurde. Die Unsicherheit der Landstraßen im 15. Jahrhundert veranlasste den Rat zur Anlage dieser Warten im Jahre 1409. Die Jahreszahl stammt aus Lagerbuch der Stadt Stendal von 1744. Die Stadt bat den Markgrafen Jobst um Unterstützung, die er 1409 auch zusagte, die aber erst 1423 eintraf.
Ludwig Götze schreibt 1873: „Ihr Name ist in dem des gleichnamigen Gasthofes noch erhalten, wenngleich die Reste des alten Baues vor etwa 40 Jahren entfernt worden sind.“ Wilhelm Zahn schreibt 1909: „Nachdem die Warte ihre militärische Bedeutung verloren hatte, wurde sie vom Rat am 1. Dezember 1672 an den Geheimrat Scharden abgetreten. Der Turm ist verfallen, Wall und Graben erhalten geblieben, dabei liegen einige Katen“. Anfang des 20. Jahrhunderts gab es dort ein Schullandheim. Wall und Graben sind heute noch auf Topographischen Karten erkennbar.
Im Jahre 1372 fand in der Nähe ein Kampf zwischen den Harzgrafen und den Stendalern statt, über den Theodor Fontane in seinen Wanderungen berichtet.

### Eingemeindungen
1815 kam die Kröpelwarthe, die zu Vinzelberg im Tangermündeschen Kreis gehörte, in den Kreis Gardelegen, den späteren Landkreis Gardelegen. Noch 1895 ist sie ein Wohnplatz von Vinzelberg, 1905 gehört sie zur Gemeinde Vollenschier, die von 1928 bis 1932 zu Staats gehörte. Zuletzt wurde der Ort 1957 als Wohnplatz von Vollenschier genannt.

### Einwohnerentwicklung
| Jahr | Einwohner |
| ---- | --------- |
| 1772 | 07        |
| 1790 | 06        |
| 1798 | 08        |
| 1801 | 05        |
| 1818 | 10        |

| Jahr | Einwohner |
| ---- | --------- |
| 1840 | 10        |
| 1871 | 41        |
| 1885 | 26        |
| 1895 | 24        |
| 1905 | 13        |

Quelle:

## Religion
Die evangelischen Christen waren bis 1892 in die Kirchengemeinde Vinzelberg eingekircht, ab 1892 dann in die Kirchengemeinde Vollenschier, die damals zur Pfarrei Staats bei Vinzelberg gehörte.